# Diachasma alloeum
Diachasma alloeum är en stekelart som först beskrevs av Muesebeck 1956.  Diachasma alloeum ingår i släktet Diachasma och familjen bracksteklar. Inga underarter finns listade i Catalogue of Life.